# 咲樹
咲樹（さき、旧芸名：高橋 咲樹（たかはし さき）、2000年3月31日 - ）は、日本の女優・モデル。神奈川県出身。フォーティースリー所属。

## 来歴
2012年、全国7ヶ所で開催された『スターダストプロモーション芸能3部ティーンズモデル発掘オーディション2012』のグランプリを獲得し、高橋 咲樹名義で芸能界デビュー。
2015年、河合塾のCMで注目を浴び、2017年に「高校野球東西東京大会」で夏の女神（番組アシスタント）として活躍する。
2018年、4年間所属していたスターダストプロモーションを退所。フリーターを経て、2020年6月26日に、芸名を咲樹に改名し、après deux（現・フォーティースリー）に移籍。

## 人物
特技は、日本舞踊、弾き語り。趣味は、スキーと、スノーボード、歌。
性格は、負けず嫌いで明るい。自身を「身長が高くてクールに見られがちですが中身はすごいうるさくてバカなことばっかしてます」と語っている。
好きなキャラクターは、サンリオとディズニー。

## 出演

### テレビドラマ
- 罪人の嘘（2014年、WOWOW）
- 私立輝女学園SEASON2卒業制作ドラマ「はじける!」（2016年4月9日 - 4月16日、J:COM）
- 荒ぶる季節の乙女どもよ。（2020年9月23日（22日深夜）、MBS）

### 映画
- あん（2015年5月30日、エレファントハウス） - 高校生サキ 役
- ハピネス（2017年、SS工房）[11]
- 文禄三年三月八日（2021年10月、カエルカフェ） - 黒田長政 役

### 舞台
- 少女劇団いとをかし第一回公演「その日の教室では」（2014年9月6日 - 9月7日、川崎市アートセンター アルテリオ小劇場）[12]
- 少女劇団いとをかし第二回公演「ともだちの数え方」（2015年1月31日 - 2月1日、ラゾーナ川崎プラザソル）
- 少女劇団いとをかし第三回公演「シーパー」（2015年9月5日 - 9月6日、川崎市アートセンター アルテリオ小劇場）
- 少女劇団いとをかし第四回公演「シーパー REMAKE」（2016年2月13日 - 2月14日、ラゾーナ川崎プラザソル）
- フライングパイレーツ〜ネバーランド漂流記〜（2016年8月3日 - 8月6日、新宿村LIVE）- 鏡橋純 役
- ぷろじぇくと☆ぷらねっと第13回公演 ペルセフォネの骨（2020年9月17日 - 2020年9月22日、シアター新宿スターフィールド）
- かならず生きていけるわ（2021年4月7日 - 4月20日、三栄町LIVE STAGE）- 中島紗季 役[13]
- 生まれちゃった（2021年8月31日 - 9月12日、三栄町LIVE） - 高田香苗 役
- 小さな島の日の出食堂（2021年11月2日 - 11月7日、新宿シアターブラッツ）
- 劇団12ミニッツ旗揚げ公演「×××になれなくて」（2023年10月18日-10月22日ブルースクエア四谷）社長役

### テレビ
- 高校野球東西東京大会ダイジェスト（2017年 - 2018年、J:COM） - 夏の女神（番組アシスタント）

### CM
- 河合塾 (2015年)
- 中外製薬 採用情報WEB (2020年)[14]
- UberEats（2023年）

### ミュージックビデオ
- あのね「ジュブナイル」 (2020年)[15]
- きばやし「眼鏡」（2022年）

## 雑誌
- GINZA（2016年）
- HOTPEPPER beauty「成人式ネイル」（2021年1月号）